# 洪文文
洪文文（1986年8月22日—），湖北武汉人，中国女子游泳运动员。
2008北京奥运会中国体育代表团成员，主攻蝶泳。

## 运动经历
- 1998年 湖北省集训队
- 2002年 湖北省队 教练何丹
- 2004年 青年队
- 2005年 国家队 教练韩冰岩

## 主要成绩
- 2006年 亚洲游泳锦标赛 4×100混合泳接力 第一名
- 2006年 亚洲游泳锦标赛 100米蝶泳 第二名
- 2006年 全国游泳冠军赛 100米蝶泳 第二名
- 2006年 全国冬季游泳锦标赛
  - 50米、100米蝶泳 第一名
- 2007年 全国游泳锦标赛
  - 50米、100米蝶泳 第三名